# Trương Quang Ân
Trương Quang Ân (1932 - 1968) nguyên là một tướng lĩnh gốc Nhảy dù của Quân lực Việt Nam Cộng hòa. Ông xuất thân từ trường Võ bị Liên quân do Chính phủ Quốc gia được sự hỗ trợ của Quân đội Pháp mở ra ở nam Cao nguyên Trung phần Việt Nam với mục đích đào tạo sĩ quan người Việt phục vụ cho Quân đội Quốc gia trong Quân đội Liên hiệp Pháp. Sau khi tốt nghiệp, ông được chọn phục vụ đơn vị Nhảy dù. Năm 1966 ông được chuyển sang chỉ huy đơn vị Bộ binh. Năm 1968, khi đang mang cấp bậc Chuẩn tướng đương nhiệm Tư lệnh Sư đoàn 23 Bộ binh, ông bị tử nạn trong lúc thi hành công vụ, được truy thăng cấp bậc Thiếu tướng.

## Tiểu sử & Binh nghiệp
Ông sinh ngày 23 tháng 12 năm 1932 trong một gia đình quân nhân tại Bình Lý, Gia Định (nay thuộc Thành phố Hồ Chí Minh), Nam phần Việt Nam. Sau khi học hết bậc Trung học Đệ nhất cấp tại Gia Định và đỗ bằng Thành Chung. Do có cha là quân nhân phục vụ trong Quân đội Pháp. Năm 1949 ông được vào học tại trường Thiếu sinh quân Đông Dương Cap Saint Jacques chương trình Trung học Đệ nhị cấp. Năm 1951, ông được cấp chứng chỉ tốt nghiệp tương đương với văn bằng Tú tài bán phần (Part I).

### Quân đội Quốc gia Việt Nam
Tháng 4 năm 1952, ông tình nguyện nhập ngũ vào Quân đội Quốc gia, mang số quân: 52/120.246. Theo học khóa 7 Ngô Quyền tại trường Võ bị Liên quân Đà Lạt, khai giảng ngày 1 tháng 5 năm 1952. Ngày 25 tháng 2 năm 1953 mãn khóa tốt nghiệp Thủ khoa với cấp bậc Thiếu úy hiện dịch. Ra trường, ông được chọn về Binh chủng Nhảy dù giữ chức vụ Trung đội trưởng thuộc Tiểu đoàn 5 Nhảy dù.

### Quân đội Việt Nam Cộng hòa
Cuối tháng 10 năm 1955, sau khi chuyển từ Quân đội Quốc gia sang phục vụ cơ cấu mới là Quân đội Việt Nam Cộng hòa, ông được thăng cấp Trung úy và được cử làm Đại đội trưởng Đại đội 1 thuộc Tiểu đoàn 5 Nhảy dù. Đầu năm 1959, ông được thăng cấp Đại úy giữ chức vụ Trưởng ban 3 trong Bộ chỉ huy Tiểu đoàn 5 Nhảy dù do Thiếu tá Ngô Xuân Soạn làm Tiểu đoàn trưởng.
Ngày 1 tháng 11 năm 1959, ông được chỉ định làm Tiểu đoàn trưởng đầu tiên Tiểu đoàn 8 Nhảy dù tân lập. Ngày 1 tháng 1 năm 1960, ông được thăng cấp Thiếu tá tại nhiệm. Đến cuối năm 1961, ông được lệnh bàn giao Tiểu đoàn 8 Nhảy dù lại cho Đại úy Trần Văn Hai. Đầu năm 1962, ông được cử làm Tham mưu trưởng Lữ đoàn Nhảy Dù. Tháng 12 cùng năm, ông được giữ chức vụ chỉ huy Chiến đoàn 1 Nhảy dù thay thế Trung tá Dư Quốc Đống về làm Tư lệnh Lữ đoàn Nhảy dù.
Sau ngày đảo chính Tổng thống Ngô Đình Diệm (1 tháng 11 năm 1963), ngày 3 tháng 11 năm 1963 ông được thăng cấp Trung tá nhiệm chức. Tháng 8 năm 1964, ông được cử đi tu nghiệp lớp Tham mưu cao cấp (khóa 1964 - 2) thụ huấn 16 tuần tại Đại học Chỉ huy và Tham mưu Fort Leavenworth, Kansas, Hoa Kỳ. Đầu năm 1965, sau khi về nước ông nhận lệnh bàn giao Chiến đoàn 1 Nhảy dù lại cho Thiếu tá Bùi Kim Kha. Sau đó ông được thăng cấp Trung tá thực thụ. Cuối năm 1965, ông được bổ nhiệm làm Tỉnh trưởng kiêm Tiểu khu trưởng tỉnh Gia Định thay thế Đại tá Nhan Minh Trang. Ngày Quốc khánh Đệ nhị Cộng hòa 1 tháng 11 năm 1966, ông được thăng cấp Đại tá nhiệm chức. Ba tuần sau, ông được bổ nhiệm làm Tư lệnh Sư đoàn 23 Bộ binh thay thế Chuẩn tướng Nguyễn Văn Mạnh sau khi bàn giao Tiểu khu Gia Định cho Trung tá Bùi Thế Cầu. Ngày Quân lực 19 tháng 6 năm 1968, ông được thăng cấp Chuẩn tướng tại nhiệm.

## Tử nạn
Lúc 10 giờ 30 sáng ngày 8 tháng 9 năm 1968, cùng với phu nhân, ông bị tử nạn vì công vụ trên trực thăng H.34 tại vùng trời quận Đức Lập thuộc tỉnh Quảng Đức 10 cây số về phía bắc, khi đang trên đường bay thăm viếng và ủy lạo các đơn vị trực thuộc Sư đoàn đang hành quân. Ông hưởng dương 36 tuổi.
Cùng với linh cữu của phu nhân được đưa về quàn tại tư gia ở Cư xá sĩ quan Lê Đại Hành trên đường Lê Đại Hành, Sài Gòn. Sáng ngày 10 tháng 9, Tổng thống Việt Nam Cộng hòa Nguyễn Văn Thiệu đã đến tận tư gia tổ chức lễ truy điệu, truy thăng cho ông cấp bậc Thiếu tướng và truy tặng Đệ tam đẳng Bảo quốc Huân chương. Phu nhân của ông cũng được truy tặng Đệ ngũ đẳng Bảo quốc Huân chương. Hiện diện trong buổi lễ còn có:
- Thủ tướng Trần Văn Hương.
- Đại tướng Cao Văn Viên, Tổng tham mưu trưởng Bộ Tổng Tham mưu.
- Đại tướng Creigton W. Abrams, Tổng Tư lệnh Quân lực Hoa Kỳ tại Việt Nam.
Buổi chiều cùng ngày, tang lễ tiễn đưa ông bà được tổ chức trọng thể theo lễ nghi Quân cách dành cho tướng lĩnh, ông bà được an táng tại Nghĩa trang Đô thành Mạc Đỉnh Chi, Sài Gòn.

## Huy chương
-Bảo quốc Huân chương đệ tam đẳng
-Anh dũng Bội tinh với nhành Dương liễu và nhiều huy chương quân sự, dân sự.

## Gia đình
- Thân phụ: Cụ Trương Văn Ngỡi (nguyên là một Hạ sĩ quan phục vụ đơn vị Không quân trong Quân đội Liên hiệp Pháp).
- Bào đệ: Trương Trọng Nghĩa (Đại úy Bộ binh VNCH, tốt nghiệp khóa 27 Võ khoa Thủ Đức)
- Phu nhân: Bà Dương Thị Kim Thanh (1931-1968), nguyên là một trong 9 nữ quân nhân Nhảy dù đầu tiên của Quân đội Quốc gia Việt Nam, bà giải ngũ khi còn là Chuẩn úy.

-Ông bà có ba người con gồm 1 trai và 2 gái:
Trương Thị Trâm Anh
Trương Thị Thùy Anh, Trương Quang Thế Anh.